# Habitatge al carrer Sant Jaume, 15 (Castellar del Vallès)
L'Habitatge al carrer Sant Jaume, 15 és un edifici de Castellar del Vallès (Vallès Occidental) inclòs a l'Inventari del Patrimoni Arquitectònic de Catalunya.

## Descripció
L'edifici el formen l'habitatge i el garatge. El carener de la teulada corre paral·lel a la façana principal, aquesta presenta una distribució simètrica, i una organització en dues plantes. El nivell dels pisos es tradueix en la façana mitjançant un fris decoratiu amb motllures. La façana té una decoració amb estuc i en relleu, que destaca al llindar de les portes i finestres. És present també la decoració amb ferro forjat emprat amb la finestra de la planta baixa (motius geomètrics formant línies ondulants) i en les baranes dels balcons. La verticalitat de l'edifici està neutralitzada per la decoració en bandes horitzontals en tota la façana principal. Sota el ràfec de la teulada dues obertures rectangulars donen ventilació a les golfes de l'edifici. El ràfec està sostingut per quatre mènsules decorades amb volutes i distribuïdes simètricament.